# Pobrež
Pobrež je naselje v Občini Oplotnica. Gručasta ravninska vas se nahaja ob cesti Tepanje - Oplotnica. Na peščeno-ilovnatih nanosih na levem bregu široke Oplotniške doline so njive in travniki, v bližnjem Partovcu in na Brdu pa obsežno nižinski gozdovi.